# .ba
.ba – krajowa domena internetowa najwyższego poziomu przypisana dla stron internetowych z Bośni i Hercegowiny, działa od 1996 roku i jest administrowana przez Uniwersyteckie Centrum Teleinformacji.

## Domeny drugiego poziomu
- .net.ba — Internet i sieci
- .gov.ba — jednostki rządowe
- .edu.ba — wyższe ośrodki edukacyjne
- .org.ba — organizacje pozarządowe
- .mil.ba — wojsko
- .unsa.ba — Uniwersytet w Sarajewie
- .unbi.ba — Uniwersytet w Bihaciu

Inne popularne domeny drugiego poziomu, w których można dokonywać rejestracji:
- .co.ba — utrzymywana przez firmę Sayber z Sarajewa
- .com.ba — administrowana przez BIHnet, spółkę-córkę BH Telecom.
- .rs.ba — administrowana przez SARnet Centar (Akademickie i Naukowe Centrum Republiki Serbskiej) w Bania Luce. Rejestracji mogą dokonywać - bez opłat - jedynie osoby mieszkające w Republice Serbskiej, która jest częścią Bośni i Hercegowiny